# Rodynske
Rodynske (ukrainsk: Родинське, russisk: Родинское) er en mineby i Pokrovsk Kommune, Donetsk oblast (provinsen) i Ukraine. Byen havde i 2021 en befolkning på omkring 9.948 (11.996 2001). Byen Dobropillja ligger 21 km nord-nordvest for Rodynske.
Minebyen i Donbass blev grundlagt i 1950 i forbindelse med opførelsen af kulminer. I 1962 fik den status som by.